# بخش کلیتون (منطقه پری، اوهایو)
بخش کلیتون (به انگلیسی: Clayton Township) یک منطقهٔ مسکونی در ایالات متحده آمریکا است که در شهرستان پری، اوهایو واقع شده‌است.
 بخش کلیتون ۸۱٫۹ کیلومتر مربع مساحت و ۱٬۴۳۲ نفر جمعیت دارد و ۲۹۹ متر بالاتر از سطح دریا واقع شده‌است.